# Битва при Мокре (1445)
Первая битва при Мокре произошла 10 октября 1445 года близ горы Мокра (сегодня — город Македонски-Брод, Северная Македония). Это было оттоманское возмездие за послание, отправленное Скандербегом султану Мураду II. Албанские войска под командованием Скандербега нанесли поражение османской армии под командованием Фируз-паши. Это была вторая крупная албанская победа над Османской империей.

## Исторический фон
После победы в битве при Варне (10 ноября 1444 года) османский султан Мурад II попытался установить мир с албанским лидером Скандербегом. Султан Мурад II отправил Скандербегу послание, в котором напомнил ему о том, как он принял албанца в качестве своего сына и воспитал его при своем дворе, а также попытался запугать его, напомнив о размерах и мощи османской армии. Скандербег получил султанское письмо и решил ответить. Скандербег напомнил Мураду, как он разбил османскую армию в битве при Торвиолле. Когда турецкий посол уехал, чтобы передать Мураду это послание, Скандербег приказал своим людям готовиться к отражению нового вражеского нападения.

## Битва
Когда султан получил это послание, он дал Фируз-паше войско численностью около 9 000 человек. Его задачей было контролировать передвижения Скандербега и не дать ему вторгнуться в Македонию, соседнюю османскую провинцию. Фируз-паша отправился из Скопье, планируя быстро напасть на Крую и удивить албанцев. Во время марша османские воины думали, что они собираются сражаться с Яношем Хуньяди, который восстанавливал венгерскую армию после разгрома при Варне. Фируз-паша слышал, что албанская армия на время была распущена, поэтому он планировал быстро обойти долину Чёрного Дрина через Призрен. Передвижения турок-османов были замечены разведчиками Скандербега, который двинулись навстречу Фируз-паше. Скандербег ожидал турецкую армию в долине близ Призрена и только привел с собой свою личную гвардию из 3 500 человек, состоящую из 2 000 кавалерии и 1 500 пехоты, в то время как остальные его силы были отправлены домой. Албанским войскам было приказано укрыться в лесу у горы Мокра внутри узкой долины, в которой они хорошо знали местность. Турки-османы вступили в долину и не могли найти легкого выхода, так как албанцы блокировали большую часть главных дорог. Османская кавалерия была ограничена в передвижении из-за леса и подверглась нападению албанской пехоты. Османские войска были разбиты, оставив после себя 1 500 убитых и 1 000 раненых или отставших солдат, которые были взяты в плен албанцами. Фируз-паша погиб в этом бою.

## После битвы
Европейские дворы были обрадованы битвой при Мокре после поражения при Варне. Папа римский Евгений IV поднял гимн в качестве похвалы тому, что христианскому миру был предоставлен новый защитник после того, как он услышал о битве. Неаполитанский король Альфонсо V Арагонский отправил множество похвал Скандербегу вместе с папой в Дураццо. Папские послы прибыли в Крую привезли сообщение о том, что назначен новый епископ, Питер Перлати. Скандербег послал четыре османских знамени, которые он захватил, королю Альфонсо в знак доказательства своей победы. Скандербег и Альфонсо стали близкими союзниками, одновременно устанавливая связи с другими европейскими государствами.